# Estelle Perrossier
Estelle Perrossier (Lyon, Francia, 12 de enero de 1990) es una atleta francesa, especialista en la prueba de 4 × 400 m en la que llegó a ser campeona europea en 2014.

## Carrera deportiva
En el Campeonato Europeo de Atletismo de 2014 ganó la medalla de oro en los relevos de 4x400 metros, con un tiempo de 3:24.27 segundos, llegando a meta por delante de Ucrania y Reino Unido (bronce), siendo sus compañeras de equipo Marie Gayot, Agnès Raharolahy, Floria Guei, Muriel Hurtis-Houairi y Phara Anacharsis.